# نظر

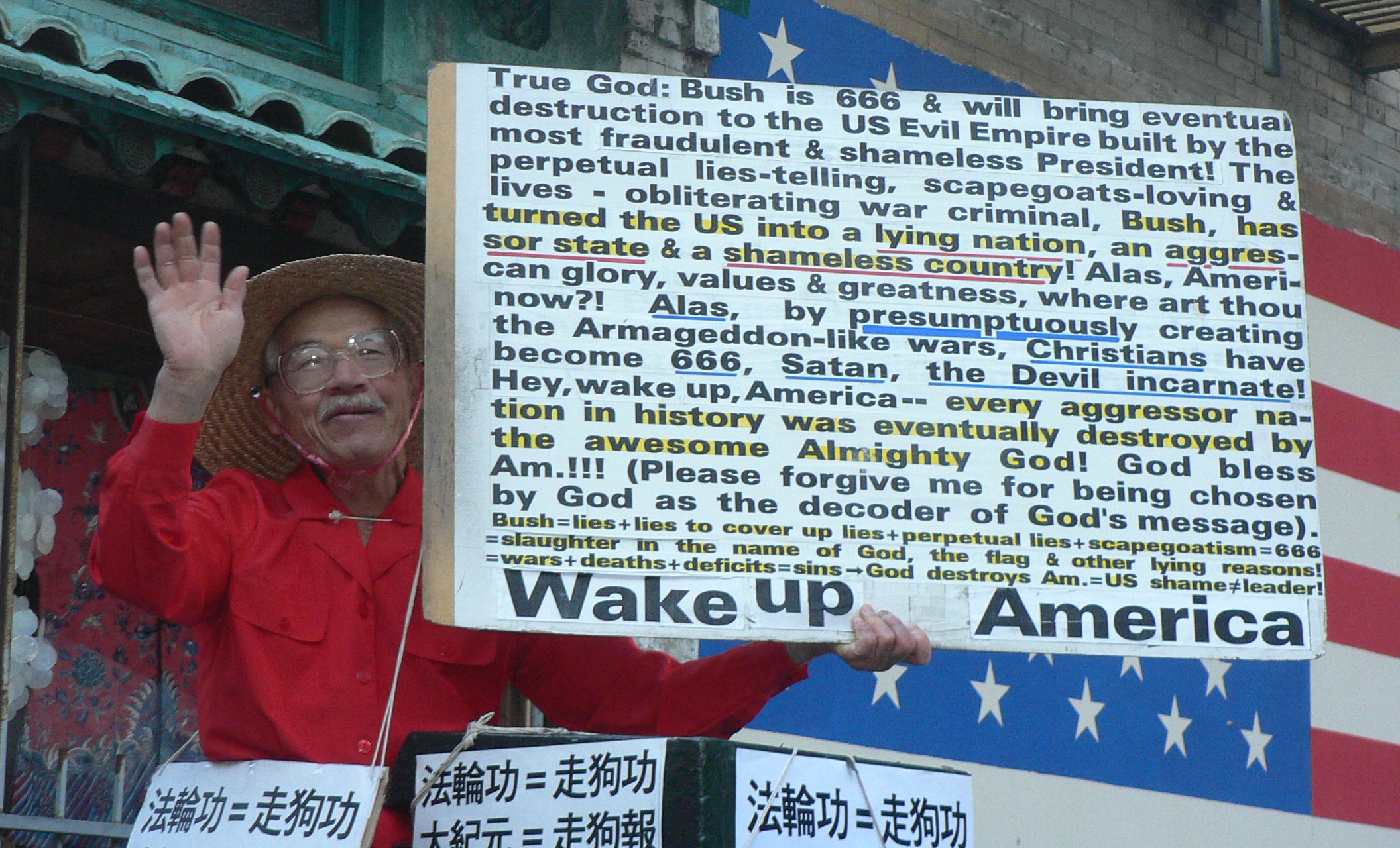
نطق خیابانی بر (جعبه صابون) در چاینا تاون، سن فرانسیسکو، کالیفرنیا

نظر قضاوت، دیدگاه یا بیانیه ای که در موردِ مسائل معمول در نظر گرفته می‌شود و نتیجهٔ احساسات یا تفسیر حقایق است. آنچه واقعیت را از عقیده متمایز می‌کند اینست که حقایق قابل اثبات هستند، یعنی حقیقت به‌طور عینی ثابت شده و رخ داده‌است.
برای نمونه: در مقابلِ عقیدهٔ «آمریکا در جنگ ویتنام درگیر شد» می‌تواند عقیدهٔ «آمریکا حق داشت در جنگ ویتنام درگیر شود» قرار داشته باشد. عقیده ممکن است توسطِ حقایق پشتیبانی شود، که در آن صورت به یک استدلال (یا نشانوند) تبدیل می‌شود، اگر چه مردم ممکن است از همان مجموعه حقایق، نظراتِ دیگری ترسیم کنند. دیدگاه‌ها به ندرت بدونِ استدلالهای تازه دچار تغییر می‌شوند.